# Dominique de Meyer
Pour les articles homonymes, voir de Meyer.
Cet article possède un paronyme, voir Dominique Meyer.
Dominique de Meyer, né le 24 novembre 1950 à Ajaccio, est un pilote amateur de rallye français vivant à Grasse (Alpes-Maritimes).

## Biographie
Il fait ses débuts en sports mécaniques en 1969 à moto.
Sa première compétition automobile a lieu en 1972 au tour de France automobile (sur Porsche 911 S).
En WRC, son meilleur résultat est une 8e place au rallye Monte-Carlo en 1977, avec également une victoire du Groupe 1 au tour de Corse la même année, le tout sur Renault Alpine A110 1800 (13e au général).
Il détient le record du nombre de victoires en catégorie nationale (plus de 120).

## Titres
- Coupe de France des rallyes nationaux: 1991, à Tournus, sur BMW M3 du Groupe A4;
  - Vice-champion de France des rallyes 2e Division: 1986, sur Renault 5 Maxi Turbo;

## Victoire et podiums en Championnat de France D1 (année 1981 -6edu championnat)
- Rallye du Var: (copilote Dominique Brezot, sur Renault 5 Turbo);
- 2e du critérium des Cévennes;
- 3e du critérium Alpin;
- 3e du rallye de Lorraine.

## Victoires notables (nationale et coupe de France)
- Rallye (Critérium) Jean Behra: 1979, sur Opel Kadett, 2012 et 2013 sur Peugeot 206 WRC;
- Rallye d'Istres: 1980, sur Renault 5 Turbo (1re victoire de cette voiture turbocompressée en France);
- Rallye du Forez: 1983, copilote Bernard Occelli sur  Renault 5 Turbo Tour de Corse, 1987, copilote Jacques Bolla sur Renault 5 Maxi Turbo, 1990 et 1991, copilote Olivier Solut sur BMW M3, 1998 et 2002, copilote Éric Fouillat sur Renault Mégane (Kit Car, puis Maxi);
- Rallye des Monts Dôme: 1983, copilote Bernard Occelli sur Renault 5 Turbo Tour de Corse, et 1986, copilote Jean-Pierre Champeau sur Renault Maxi 5 Turbo;
- Rallye de Lorraine: 1983, copilote Jean-François Liénère sur Renault 5 Turbo;
- Tour auto de la Réunion: 1985, copilote Lions;
- Rallye des Vins Mâcon: 1985, sur Renault 5 Turbo;
- Rallye Ain-Jura: 1986, copilote Joël Champeaux sur Renault Maxi 5 turbo;
- Rallye du Quercy : 1986, copilote Joël Champeaux sur Renault Maxi 5 turbo groupe B;
- Finale de la Coupe de France des rallyes: 1995 au Cannet, sur BMW M3  du Groupe A4 (pour le comité Alpes Côte d'Azur);
- Rallye des Fleurs et Parfums (Grasse) : 10 (record), entre 1998 et 2014;
- Rallye National du Pays de Fayence: 2008 et 2010;
- Rallye National Jean Behra:  2012, sur Peugeot 206 WRC, copilote Éric Sgarroni.

(également: 2e du rallye d'Antibes en 1993 et 2004 (8e du championnat d'Europe), et 3e en 2000)